# Трейси, Иэн
Иэн Трейси (англ. Ian Tracey; род. 26 июня 1964, Ванкувер, Канада) — канадский актёр.

## Карьера
Начал сниматься в кино с 11 лет. В 1980-х и 1990-х годах снимался в таких фильмах, как «Путешествие Нэтти Ганн», «Клин клином», «Слежка», «Человек с пистолетом», «Освободите Вилли 3: Спасение» и многих других.
В 1998 году Иэн Трейси прошёл кастинг на роль полицейского Мика Лири в сериале «Следствие ведёт Да Винчи», и снимался в нём вплоть до 2005-го. Затем, с 2005 по 2007 снимался в остросюжетном канадском телесериале «Разведка», в котором он получил главную роль, лидера крупной преступной группировки и наркобарона Ванкувера Джимми Рирдона. Роли в этих проектах, автором которых выступил Крис Хэддок, принесли актёру три номинации на премию «Джемини».
В 2013 году Трейси досталась небольшая роль в фильме «Человек из стали» Зака Снайдера — он сыграл грубоватого дальнобойщика по имени Ладлоу, который вступает в перепалку с Кларком Кентом на Аляске.
В 2015 году снялся в независимом фильме Кайла Райдаута «Эдвард» в роли бывшего губернатора Калифорнии Лиланда Стэнфорда.

## Фильмография
| Год       |    | Русское название              | Оригинальное название                      | Роль                           |
| --------- | -- | ----------------------------- | ------------------------------------------ | ------------------------------ |
| 1978      | ф  | Да здравствуют зрелые женщины | In Praise of Older Women                   | Андраш Вайда-младший           |
| 1979      | с  | Гекльберри Финн и его друзья  | Huckleberry Finn and His Friends           | Гекльберри Финн                |
| 1983      | ф  | Эврика                        | Eureka                                     | Джоуи                          |
| 1985      | ф  | Путешествие Нэтти Ганн        | The Journey of Natty Gann                  | член банда Паркера             |
| 1986      | ф  | Клин клином                   | Fire with Fire                             | «Пантера»                      |
| 1987      | ф  | Слежка                        | Stakeout                                   | Кейлор Риз                     |
| 1994      | ф  | Патруль времени               | Timecop                                    | солдат                         |
| 1995      | ф  | Человек с пистолетом          | Man with a Gun                             | Рой Бёрчилл                    |
| 1997      | ф  | Освободите Вилли 3: Спасение  | Free Willy 3: The Rescue                   | Крон                           |
| 1998—2005 | с  | Следствие ведёт Да Винчи      | Da Vinci's Inquest                         | детектив Мик Лири              |
| 2001      | ф  | Нация прозака                 | Prozac Nation                              | редактор журнала Rolling Stone |
| 2002      | ф  | Бессонница                    | Insomnia                                   | Уорфилд (голос)                |
| 2003      | ф  | Одержимый                     | Owning Mahowny                             | детектив Бен Лок               |
| 2003      | ф  | Открытый простор              | Open Range                                 | Том                            |
| 2004      | тф | Взлёт и падение Хайди Флейс   | Call Me: The Rise and Fall of Heidi Fleiss | сержант Уиллфорд               |
| 2005      | ф  | Электра                       | Elektra                                    | преступник                     |
| 2005—2007 | с  | Разведка                      | Intelligence                               | Джимми Рирдон                  |
| 2010—2011 | с  | Убежище                       | Sanctuary                                  | Адам Уорт                      |
| 2011      | ф  | Запрещённый приём             | Sucker Punch                               | полицейский                    |
| 2013—2017 | с  | Мотель Бейтс                  | Bates Motel                                | Римо Уоллес                    |
| 2013      | ф  | Человек из стали              | Man of Steel                               | Ладлоу                         |
| 2014      | ф  | В воздухе                     | Aloft                                      | Ханс                           |
| 2015      | ф  | Эдвард                        | Eadweard                                   | Лиланд Стэнфорд                |
| 2020      | ф  | Вечность между нами           | Endless                                    | Ричард                         |